# Dipsacaceae
Famille
Classification APG II (2003)
Classification APG III (2009)
Classification APG IV (2016)
La famille des Dipsacacées n'est plus en cours pour la classification botanique APG. La plupart des plantes de cette famille : Scabieuses (genre Scabiosa), Knauties (Knautia) et les Cardères (genre Dipsacus) sont classées désormais dans la famille des Caprifoliaceae.

## Étymologie
Le nom du genre et de la famille vient du grec dipsaô, « avoir soif », allusion aux feuilles caulinaires de la Cardère sauvage qui sont largement soudées en godet dans lequel séjourne l'eau de pluie.

## Classification
La classification APG IV (2016) inclus dans la famille des Caprifoliacées  toutes les familles de l'ordre des Dipsacales.

## Caractéristiques
Plantes herbacées, parfois arbustives, souvent de type xérophyte, réparties en Afrique et en Eurasie. Les feuilles sont simples, parfois très découpées, le plus souvent opposées. Les fleurs ont un calice peu développé muni d'un épicalice appelé involucelle. L'inflorescence est un capitule terminal, voire un glomérule où les fleurs généralement plus développées en périphérie, sont entremêlées d'écailles. Les botanistes observent une tendance prononcée vers la zygomorphie de la corolle, en particulier celles des fleurs situées à la périphérie des capitules dits «rayonnants» qui caractérisent les espèces jeunes ou annuelles, tandis que les capitules à fleurs toutes actinomorphes se rencontrent surtout chez les espèces vivaces. La corolle est bilabiée par asymétrie des pétales soudés, le plus souvent en tube à 4-5 lobes ; l'androcée est  à (2)-4 étamines ; le gynécée a 2 carpelles et un ovaire infère. Le fruit est un akène, généralement surmonté d'un épicalice accrescent.

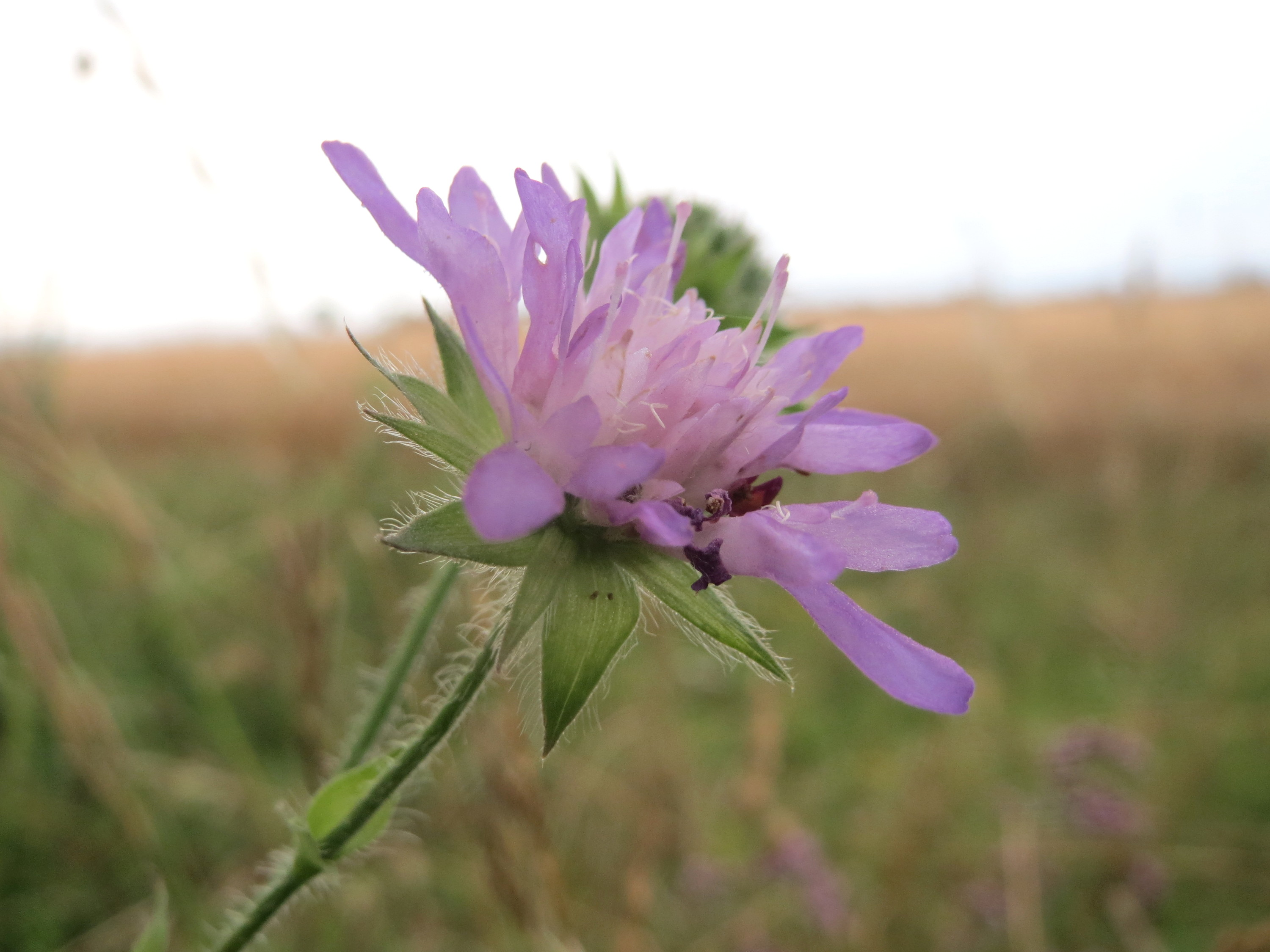
La scabieuse a un involucre à une rangée de bractées et des pétales à 5 lobes
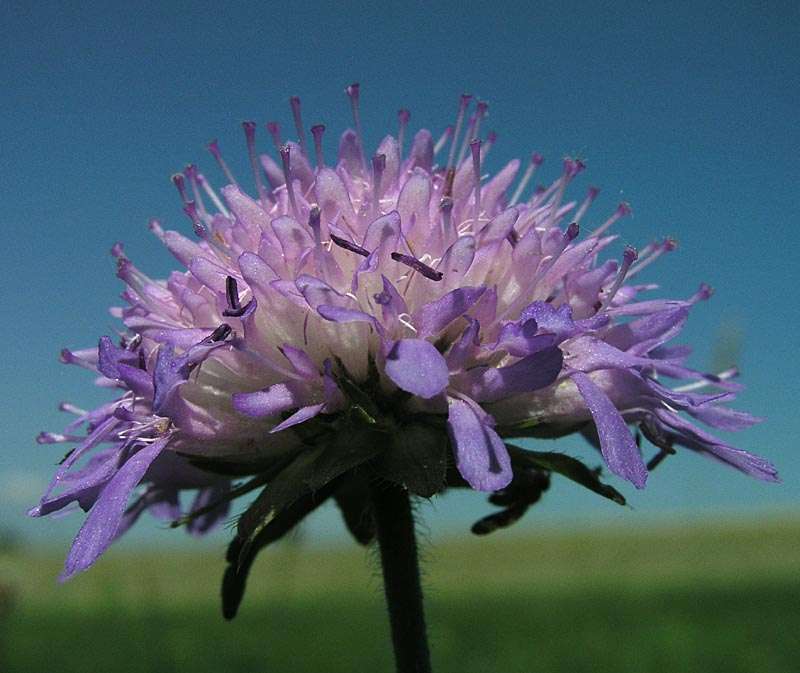
La knautie a un involucre à 2 à 3 rangs de bractées[3] et des pétales à 4 lobes.

## Liste des genres
Selon Angiosperm Phylogeny Website (17 mai 2010) :
- Cephalaria Schrad. ex Roem. & Schult.
- Dipsacus L.
- Knautia L.
- Pterocephalus (en) Adans.
- Scabiosa L.
- Succisa Haller
- Succisella (en) Beck
- Triplostegia (en) Wall. ex DC.

Selon DELTA Angio (17 mai 2010) :
- Cephalaria Schrad. ex Roem. & Schult.
- Dipsacus L.
- Knautia L.
- Lomelosia Raf.
- Pseudoscabiosa (es)
- Pterocephalidium
- Pterocephalus
- Pycnocomon (pt)
- Scabiopsis
- Scabiosa L.
- Sixalix
- Succisa Haller
- Succisella G. Beck
- Tremastelma